# Andrzej Kozak
Andrzej Kozak (ur. 14 września 1934 w Krakowie) – polski aktor teatralny i filmowy.

## Życiorys
W 1961 zdał eksternistyczny egzamin aktorski. Całe swoje zawodowe życie związał z teatrami krakowskimi, na początku z Teatrem Młodego Widza, dzisiejszy Bagatela (1951–1959), później z Teatrem Rozmaitości (1959–1966), następnie był Teatr Ludowy (1966–1967 i 1974–1982) i wreszcie Stary (1968–1974 i 1982–2001). Od przejścia na emeryturę w 2001 nadal występuje w Teatrze Starym jako aktor senior.
Andrzej Kozak w teatrze grał u takich reżyserów jak: Konrad Swinarski, Andrzej Wajda, Jerzy Jarocki, Jerzy Grzegorzewski czy Krystian Lupa.
W filmie brał udział w takich obrazach jak Potop – Jerzego Hoffmana czy Rękopis znaleziony w Saragossie – Wojciecha Jerzego Hasa.

## Role teatralne
- Łaźnia Władimira Majakowskiego reż. J. Szajna – Noczkin
- Anabaptyści Friedricha Dürrenmatta reż. Z. Hübner – Mnich
- Sen nocy letniej Williama Szekspira reż. K. Swinarski – Duda
- Dziady Adama Mickiewicza reż. K. Swinarski – Ksiądz Piotr
- Biesy Fiodora Dostojewski reż. A. Wajdy – Aleksy Kiryłow
- Wyzwolenie Stanisława Wyspiańskiego reż. K. Swinarski – Reżyser
- Zemsta Aleksandra Fredry reż. A. Wajdy – Rejent Milczek
- Dwaj panowie z Werony Williama Szekspira reż. T. Łomnicki – Pantino
- Operetka Witolda Gombrowicza reż. T. Bradecki – Książęe Himalaj
- Płatonow Antoniego Czechowa reż. F. Bajon – Wasyl
- Fortynbras się upił Janusza Głowackiego reż. J.Stuhr – Duch ojca Fortynbrasa
- Malte albo Tryptyk syna marnotrawnego R.M. Rilkego reż. K. Lupa – Hrabia Brahe
- Rękopis znaleziony w Saragossie Jana Potockiego reż. T. Bradecki – Don Juan, Don Felipe
- Sen srebrny Salomei Juliusza Słowackiego reż. J. Jarocki – Dziad – Lirnik I
- Nie-Boska komedia Zygmunta Krasińskiego reż. K. Nazar – Jakub
- Damy i huzary Aleksandra Fredry reż. K. Kutz – Rembo
- Wyzwolenie Stanisława Wyspiańskiego reż. M. Grabowski – Aktor teatru
- Makbet Williama Szekspira reż. A. Wajda – sługa Makbeta
- Ferdydurke Witolda Gombrowicza reż. M. Wojtyszko – profesor Bladaczka (Teatr Telewizji)

## Filmografia
- 1953 Piątka z ulicy Barskiej reż. Aleksander Ford – Jacek Siwicki
- 1958 Dwoje z wielkiej rzeki reż. Konrad Nałęcki – Leon
- 1964 Pingwin reż. Jerzy Stefan Stawiński – Andrzej „Pingwin”
- 1964 Rękopis znaleziony w Saragossie reż. Wojciech Jerzy Has – chłopak w gospodzie
- 1967 Stajnia na Salvatorze reż. Paweł Komorowski – „Długi”
- 1967 Westerplatte reż. Stanisław Różewicz – Eugeniusz Aniołek
- 1972 Kopernik reż. Ewa i Czesław Petelscy – Bartolomeo Costa (odc. 1)
- 1973 Hubal reż. Bohdan Poręba – Maruszewski, urzędnik pocztowy z Opoczna, członek oddziału „Hubala”
- 1974 Potop reż. Jerzy Hoffman – Rekuć Leliwa
- 1978 Wysokie loty reż. Ryszard Filipski – dozorca lotniska
- 1979: Placówka reż. Zygmunt Skonieczny – parobek Ślimaka
- 1980: Misja reż. Paweł Komorowski – Rafael, właściciel strzelnicy
- 1982: Oko proroka reż. Paweł Komorowski – ksiądz Benignus
- 1982: Popielec reż. Ryszard Ber – Nogaj
- 1985: Oko proroka czyli Hanusz Bystry i jego przygody – ksiądz Benignus
- 1987: Sławna jak Sarajewo reż. Janusz Kidawa – listonosz Witalis Chroboczek
- 1988: Pan Samochodzik i praskie tajemnice reż. Kazimierz Tarnas – Marczak, prof. UJ
- 1991: Latające machiny kontra Pan Samochodzik reż. Janusz Kidawa – tata „Bajeczki”
- 1994: Legenda Tatr reż. Wojciech Solarz – Bartek Zwyrtała
- 2000: Duże zwierzę reż. Jerzy Stuhr – dyrygent orkiestry
- 2000 Syzyfowe prace reż. Paweł Komorowski – profesor Sztetter
- 2002 Anioł w Krakowie – reż. Artur Więcek – Anioł Rafael
- 2005 Zakochany Anioł – reż. Artur Więcek – Anioł Rafael

## Nagrody i odznaczenia
- 1979 – Srebrny Krzyż Zasługi
- 1984 – Złoty Krzyż Zasługi
- 1986 – XXV Festiwal Polskich Sztuk Współczesnych, Wrocław, główna nagroda aktorska
- 1988 – Krzyż Kawalerski Orderu Odrodzenia Polski